# Хмелевский сельсовет (Алтайский край)
Хмелевский сельсовет — муниципальное образование со статусом сельского поселения и административно-территориальное образование в Заринском районе Алтайского края России. Административный центр — село Хмелевка.

## История
К 1928 году в составе Чумышского района Барнаульского округа Сибирского края. К 1930 году входили: село Хмелевка,
выселки Еловка, Калманка, Каменушка, Луговая, деревня Ново-Дресвянка.
После упразднения 1953 году Сережихинского сельсовета его территория включена в состав Хмелевского сельсовета.

## Население
| 1997  | 1998  | 1999  | 2000  | 2001  | 2002  |
| ----- | ----- | ----- | ----- | ----- | ----- |
| 1600  | ↘1574 | ↘1551 | ↘1519 | ↘1492 | ↘1449 |
| 2003  | 2004  | 2005  | 2006  | 2007  | 2008  |
| ↘1342 | ↗1371 | ↘1275 | ↗1296 | ↘1244 | ↘1223 |
| 2009  | 2010  | 2011  | 2012  | 2013  | 2014  |
| ↘1219 | ↘1205 | ↘1198 | ↘1170 | ↘1123 | ↘1121 |
| 2015  | 2016  | 2017  | 2018  | 2019  | 2020  |
| ↗1126 | ↘1103 | ↘1086 | ↘1059 | ↘1026 | ↘993  |
| 2021  |       |       |       |       |       |
| ↘952  |       |       |       |       |       |

По результатам Всероссийской переписи населения 2010 года, численность населения муниципального образования составила 1205 человек, в том числе 565 мужчин и 640 женщин. Оценка Росстата на 1 января 2012 года — 1170 человек.

## Населённые пункты
В состав сельского поселения входит 3 населённых пункта:
- село Клабуковка,
- посёлок Новодресвянка,
- село Хмелевка.

Упразднённые населённые пункты:
- пос.Сережиха, исключен из учётных данных в 1992 году[23].